# Pantanal Linhas Aéreas
Pantanal Linhas Aéreas was een Braziliaanse luchtvaartmaatschappij met thuisbasis in São Paulo.

## Geschiedenis
Pantanal Linhas Aéreas is opgericht in 1989 als Pantanal Taxi Aero. In april 1993 werd de laatste naam ingevoerd. In 2009 is de luchtvaartmaatschappij gekocht door de LATAM Airlines Group waarin het is opgegaan in 2013.

## Vloot
De vloot van Pantanal Linhas Aéreas bestond uit: (januari 2008)
- 5 ATR 42-300